# Esther Sleepe
Esther Sleepe, senare Esther Burney, född 1725, död 1762, var en brittisk affärsidkare.
Hon var dotter till Richard Sleepe, Head of the City Waits (d.1758) och solfjädersmakaren Esther Dubois (1693–1773), och syster till Mary Sleepe  (senare Samson) och Martha Sleepe. Hon gifte sig 1749 med musikern Charles Burney. Hon var mor till klassicisten Charles Burney och till författaren Fanny Burney, som har beskrivit henne i sina berömda dagböcker. 
År 1747 utverkade Esther Sleepe och hennes syster Martha tillstånd att ägna sig åt affärsverksamhet i London genom Musicians' Company's privilegier. De öppnade sin egen butik och verkstad, The Golden Fan & Seven Stars, där de tillverkade, sålde och reparerade solfjädrar i olika stilar, samt flera andra accessoarer. Senare ägde alla tre systrar sin egen affärs-verkstad på Cheapside, det dåtida Londons centrum för lyxartiklar. Flera affärskort har bevarats på British Museum. En av dem beskriver verksamheten: 
"Esther Sleepe...Makes, Mounts and Sells all Sorts of India and English Fans with great Variety of French & English Necklaces, Drops & Earrings after the most modern Taste. Wholesale and Retail at reasonable Rates. NB. Fans mended after the neatest Manner."
Hon var framgångsrik inom sitt fält och uppges där ha tillhört de mer betydande. Då hennes make hade ett statusfyllt men dåligt betalt yrke, var det i själva verket hon som försörjde familjen, och hennes förtjänster beräknas ha varit höga, beräknat på att hon hade anställt åtskilliga lärlingar vars löner uppgick till hennes makes inkomst. Hennes affärsverksamhet var länge inte uppmärksammad inom forskningen, då hennes familj, som efter hennes generation ville bli ansedd för överklass där kvinnor inte skulle vara yrkesverksamma, spelade ned hennes verksamhet, men den har på senare år blivit föremål för forskning.
Hon var en av de affärskvinnor under 1700-talet som uppmärksammades i utställningen ‘City Women in the 18th Century’ i London 21 september – 18 oktober 2019.